# Del av den värld som är din
Del av den värld som är din är en svensk dokumentärfilm i kortfilmsformat från 2000 i regi av Karin Wegsjö.
Filmen skildrar på ett närgående sätt kors vardag samt beroendeförhållandet mellan människor och djur. Den producerades av Anne Möller Bondeson och spelades in med Inu Enescu som fotograf efter ett manus av Wegsjö. Inspelningen ägde rum i Oltorp i Valdemarsviks kommun hos lantbrukarna Elly och Henry Johansson. Filmen premiärvisades den 3 februari 2000 på Göteborgs filmfestival och hade biopremiär 17 mars samma år på Hagabion i Göteborg samt Victoria och Zita i Stockholm. Den visades två gånger av Sveriges Television 2000-2001.
Del av den värld som är din belönades med flera priser och utmärkelser. År 2000 fick den ett hedersomnämnande vid en filmfestival i Barcelona, pris för bästa korta dokumentärfilm vid Karlovy Vary, pris för bästa kortfilm vid en festival i Rom och Golden Spire Award för bästa korta dokumentär vid en festival i San Francisco. 2001 belönades den med en Guldbagge i kategorin bästa kortfilm.

## Musik
- "Du är den ende" (text och musik Bo Setterlind, arrangör Marcus Österdahl, sångare Lill Lindfors)
- "Hästen II" (text och musik Magnus Andersson, framförs av Katzen Kapell)